# Earthling Tour
De Earthling Tour was een tournee van de Britse muzikant David Bowie, die in 1997 in Europa en Noord- en Zuid-Amerika gehouden werd. De tournee werd gehouden ter promotie van zijn album Earthling.
Het originele idee voor de tournee is om twee aparte setlijsten te gebruiken, één normale en één met meer drum and bass-georiënteerde nummers. Dit werd al snel stopgezet, nadat zowel het publiek als de pers dit idee niet goed vonden en vanaf de show in Utrecht op 11 juni 1997 werden elementen van beide setlijsten in de show opgenomen.
Voor de show op het Phoenix Festival op 19 juli 1997 werd Bowie aangekondigd als "Tao Jones Index" (een pseudoniem dat Bowie gebruikt waar zijn achternaam Jones in te vinden is) in de BBC Radio 1-tent, die voorafging aan het reguliere optreden de volgende dag. De show op 14 oktober in Port Chester die werd uitgezonden op de MTV-show Live from the 10 Spot werd op het laatste moment gepland na een afzegging van The Rolling Stones. De volgende show, in New York, werd gehouden in het kader van de GQ Awards. Een opname van de nummers "Pallas Athena" en "V-2 Schneider" in Amsterdam op 10 juni werd later in 1997 uitgebracht op single, eveneens onder de naam "Tao Jones Index".
De show op het Phoenix Festival werd opgenomen en in 2021 uitgebracht op het livealbum Look at the Moon! (Live Phoenix Festival 97). Dit album maakte in 2021 ook deel uit van de box set Brilliant Live Adventures.

## Personeel
- David Bowie: zang, gitaar, alt- en baritonsaxofoon
- Reeves Gabrels: gitaar, achtergrondzang
- Gail Ann Dorsey: basgitaar, zang, keyboards
- Zachary Alford: drums, percussie
- Mike Garson: keyboards, achtergrondzang

## Tourdata
| Datum             | Stad                | Land             | Locatie                                                              |
| Opwarmshows       | Opwarmshows         | Opwarmshows      | Opwarmshows                                                          |
| ----------------- | ------------------- | ---------------- | -------------------------------------------------------------------- |
| 17 mei 1997       | Dublin              | Ierland          | The Factory Studios                                                  |
| 2 juni 1997       | Londen              | Engeland         | Hanover Grand                                                        |
| 3 juni 1997       | Londen              | Engeland         | Hanover Grand                                                        |
| 5 juni 1997       | Hamburg             | Duitsland        | Große Freiheit                                                       |
| Europa            |                     |                  |                                                                      |
| 7 juni 1997       | Lübeck              | Duitsland        | Flughafen Blankensee                                                 |
| 8 juni 1997       | Offenbach am Main   | Duitsland        | Bieberer Bergstadion                                                 |
| 10 juni 1997      | Amsterdam           | Nederland        | Paradiso                                                             |
| 11 juni 1997      | Utrecht             | Nederland        | Muziekcentrum Vredenburg                                             |
| 13 juni 1997      | Dortmund            | Duitsland        | Westfalenhalle                                                       |
| 14 juni 1997      | Parijs              | Frankrijk        | Parc des Princes                                                     |
| 16 juni 1997      | Rezé                | Frankrijk        | La Trocadiere                                                        |
| 17 juni 1997      | Bordeaux            | Frankrijk        | La Medocquine                                                        |
| 19 juni 1997      | Clermont-Ferrand    | Frankrijk        | Maison des Sports                                                    |
| 21 juni 1997      | Leipzig             | Duitsland        | Go Bang Festival                                                     |
| 22 juni 1997      | München             | Duitsland        | Go Bang Festival                                                     |
| 24 juni 1997      | Wenen               | Oostenrijk       | Sommer Arena                                                         |
| 25 juni 1997      | Praag               | Tsjechië         | Congress Centre                                                      |
| 28 juni 1997      | Oslo                | Noorwegen        | Kalvoeya Festival                                                    |
| 29 juni 1997      | Turku               | Finland          | Ruisrock Festival                                                    |
| 1 juli 1997       | Zagreb              | Kroatië          | Dom Sportova                                                         |
| 2 juli 1997       | Pistoia             | Italië           | Piazza del Duomo                                                     |
| 4 juli 1997       | Torhout             | België           | Torhout Festival                                                     |
| 5 juli 1997       | Werchter            | België           | Rock Werchter                                                        |
| 6 juli 1997       | Ringe               | Denemarken       | Midtfyns Festival                                                    |
| 8 juli 1997       | Brescia             | Italië           | Stadio Mario Rigamonti                                               |
| 10 juli 1997      | Napels              | Italië           | Neapolis Festival                                                    |
| 11 juli 1997      | Arbatax             | Italië           | Rocce Rosse Festival                                                 |
| 13 juli 1997      | Frauenfeld          | Zwitserland      | Out in the Green                                                     |
| 15 juli 1997      | Madrid              | Spanje           | Aqua Lung                                                            |
| 16 juli 1997      | Zaragoza            | Spanje           | Pabellón Príncipe Felipe                                             |
| 17 juli 1997      | San Sebastián       | Spanje           | Velodromo de Anoeta                                                  |
| 19 juli 1997      | Stratford-upon-Avon | Engeland         | Phoenix Festival Long Marston Airfield (billed as "Tao Jones Index") |
| 20 juli 1997      | Stratford-upon-Avon | Engeland         | Phoenix Festival Long Marston Airfield (billed as "Tao Jones Index") |
| 22 juli 1997      | Glasgow             | Schotland        | Barrowlands                                                          |
| 23 juli 1997      | Manchester          | Engeland         | Manchester Academy                                                   |
| 25 juli 1997      | Malmö               | Zweden           | Mölleplatsen                                                         |
| 26 juli 1997      | Stockholm           | Zweden           | Lollipop Festival                                                    |
| 29 juli 1997      | Lyon                | Frankrijk        | Fourvière                                                            |
| 30 juli 1997      | Juan-les-Pins       | Frankrijk        | Pinede Gould                                                         |
| 1 augustus 1997   | Birmingham          | Engeland         | Que Club                                                             |
| 2 augustus 1997   | Liverpool           | Engeland         | Royal Court                                                          |
| 3 augustus 1997   | Newcastle upon Tyne | Engeland         | Riverside                                                            |
| 5 augustus 1997   | Nottingham          | Engeland         | Rock City                                                            |
| 6 augustus 1997   | Leeds               | Engeland         | Town & Country Club                                                  |
| 8 augustus 1997   | Dublin              | Ierland          | Olympia Theatre                                                      |
| 9 augustus 1997   | Dublin              | Ierland          | Olympia Theatre                                                      |
| 11 augustus 1997  | Londen              | Engeland         | Shepherd's Bush Empire                                               |
| 12 augustus 1997  | Londen              | Engeland         | Shepherd's Bush Empire                                               |
| 14 augustus 1997  | Boedapest           | Hongarije        | Student Island Fest                                                  |
| Noord-Amerika     |                     |                  |                                                                      |
| 6 september 1997  | Vancouver           | Canada           | Plaza of Nations                                                     |
| 7 september 1997  | Seattle             | Verenigde Staten | Paramount Theater                                                    |
| 9 september 1997  | San Francisco       | Verenigde Staten | The Warfield                                                         |
| 10 september 1997 | Los Angeles         | Verenigde Staten | Hollywood Athletic Club                                              |
| 12 september 1997 | Universal City      | Verenigde Staten | Gibson Amphitheatre                                                  |
| 13 september 1997 | Universal City      | Verenigde Staten | Gibson Amphitheatre                                                  |
| 15 september 1997 | San Francisco       | Verenigde Staten | The Warfield                                                         |
| 16 september 1997 | San Francisco       | Verenigde Staten | The Warfield                                                         |
| 19 september 1997 | Chicago             | Verenigde Staten | The Vic Theater                                                      |
| 21 september 1997 | Detroit             | Verenigde Staten | State Theatre                                                        |
| 22 september 1997 | Detroit             | Verenigde Staten | State Theatre                                                        |
| 24 september 1997 | Montreal            | Canada           | Metropolis                                                           |
| 25 september 1997 | Montreal            | Canada           | Metropolis                                                           |
| 27 september 1997 | Toronto             | Canada           | Warehouse                                                            |
| 28 september 1997 | Toronto             | Canada           | Warehouse                                                            |
| 30 september 1997 | Boston              | Verenigde Staten | Orpheum Theatre                                                      |
| 1 oktober 1997    | Boston              | Verenigde Staten | Orpheum Theatre                                                      |
| 3 oktober 1997    | Philadelphia        | Verenigde Staten | Electric Factory                                                     |
| 4 oktober 1997    | Philadelphia        | Verenigde Staten | Electric Factory                                                     |
| 7 oktober 1997    | Fort Lauderdale     | Verenigde Staten | Chili Pepper                                                         |
| 8 oktober 1997    | Fort Lauderdale     | Verenigde Staten | Chili Pepper                                                         |
| 10 oktober 1997   | Atlanta, Georgia    | Verenigde Staten | International Ballroom                                               |
| 12 oktober 1997   | Washington D.C.     | Verenigde Staten | The Capitol Ballroom                                                 |
| 13 oktober 1997   | New York            | Verenigde Staten | The Supper Club                                                      |
| 14 oktober 1997   | Port Chester        | Verenigde Staten | Capitol Theatre (MTV 10-Spot)                                        |
| 15 oktober 1997   | New York            | Verenigde Staten | Radio City Music Hall                                                |
| 17 oktober 1997   | Chicago             | Verenigde Staten | Aragon Ballroom                                                      |
| 18 oktober 1997   | Saint Paul          | Verenigde Staten | Roy Wilkins Auditorium                                               |
| 23 oktober 1997   | Mexico-Stad         | Mexico           | Foro Sol                                                             |
| Zuid-Amerika      |                     |                  |                                                                      |
| 31 oktober 1997   | Curitiba            | Brazilië         | Paulo Leminski Concert and Entertainment Hall                        |
| 1 november 1997   | São Paulo           | Brazilië         | Ibirapuera Arena                                                     |
| 2 november 1997   | Rio de Janeiro      | Brazilië         | Citibank Hall                                                        |
| 5 november 1997   | Santiago            | Chili            | Estadio Nacional de Chile                                            |
| 7 november 1997   | Buenos Aires        | Argentinië       | Estadio Arquitecto Ricardo Etcheverri                                |

Afgelaste/verplaatste shows
- 13 juni 1997 - Essen, Duitsland - Essen Stadium (verplaatst naar Westfalenhallen, Dortmund)
- 15 juli 1997 - Madrid, Spanje - Las Ventas (verplaatst naar Aqua Lung)
- 27 juli 1997 - Gdańsk, Polen - Stadion Lechii (afgelast)

## Gespeelde nummers
Van David Bowie (1969)
- "Space Oddity"

Van The Man Who Sold the World (1970)
- "The Man Who Sold the World"
- "The Supermen"

Van Hunky Dory (1971)
- "Quicksand"
- "Queen Bitch"

Van The Rise and Fall of Ziggy Stardust and the Spiders from Mars (1972)
- "Moonage Daydream"
- "Lady Stardust"

Van Aladdin Sane (1973)
- "Aladdin Sane (1913-1938-197?)"
- "Panic in Detroit"
- "The Jean Genie"

Van Young Americans (1975)
- "Young Americans"
- "Fame"

Van Station to Station (1976)
- "Stay"

Van Low (1977)
- "Always Crashing in the Same Car"

Van "Heroes" (1977)
- ""Heroes""
- "V-2 Schneider"

Van Lodger (1979)
- "Look Back in Anger"

Van Scary Monsters (and Super Creeps) (1980)
- "Ashes to Ashes"
- "Scary Monsters (and Super Creeps)"
- "Fashion"

Van Let's Dance (1983)
- "China Girl" (oorspronkelijk van Iggy Pop)
- "Let's Dance"

Van Tin Machine (1989)
- "I Can't Read"

Van Black Tie White Noise (1993)
- "Pallas Athena"

Van 1. Outside (1995)
- "Outside"
- "The Hearts Filthy Lesson"
- "Hallo Spaceboy"
- "The Motel"
- "The Voyeur of Utter Destruction (as Beauty)"
- "I'm Deranged"
- "Strangers When We Meet"

Van Earthling (1997)
- "Little Wonder"
- "Looking for Satellites"
- "Battle for Britain (The Letter)"
- "Seven Years in Tibet"
- "Dead Man Walking"
- "Dead Man Walking (Moby Mix)"
- "Telling Lies"
- "The Last Thing You Should Do"
- "I'm Afraid of Americans"

Overige nummers
- "All the Young Dudes" (oorspronkelijk van Mott the Hoople)
- "Can't Help Thinking About Me" (non-album single van Bowie uit 1966)
- "I'm Waiting for the Man" (oorspronkelijk van The Velvet Underground)
- "Is It Any Wonder" (instrumentale jam gebaseerd op "Fame", geremixt als "Fun" voor release via de website van Bowie)
- "My Death" (oorspronkelijk van Jacques Brel)
- "O Superman (For Massenet)" (oorspronkelijk van Laurie Anderson)
- "Under Pressure" (duet van Bowie met Queen uit 1981)
- "Volare (Nel Blu Dipinto Di Blu)" (oorspronkelijk van Domenico Modugno, gecoverd door Bowie op de Absolute Beginners soundtrack)
- "White Light/White Heat" (oorspronkelijk van The Velvet Underground)